# Zwartpoot-stekelwapenvlieg
De zwartpoot-stekelwapenvlieg (Beris fuscipes) is een vliegensoort uit de familie van de wapenvliegen (Stratiomyidae). De wetenschappelijke naam van de soort werd in 1820 gepubliceerd door Johann Wilhelm Meigen.